# Балкански шпионин
„Балкански шпионин“ (на сръбски: Балкански шпијун) е югославски филм от 1984 година, трагикомедия на режисьорите Душан Ковачевич и Божидар Николич по сценарий на Ковачевич, базиран на едноименната му пиеса.
В центъра на сюжета е параноичен възрастен мъж, бивш политически затворник заради сталинистките си възгледи, който решава, че негов наемател (сърбин, живял във Франция) е опасен шпионин, и организира собствено разследване срещу него. Главните роли се изпълняват от Данило Стойкович, Бора Тодорович, Мира Баняц, Соня Савич, Звонко Лепетич.